# Rüdiger Manesse der Ältere
Rüdiger Manesse der Ältere (* vor 1252; † 5. September 1304 in Zürich) war ein Sammler von Minneliedern.
Der einem Zürcher Adelsgeschlecht entstammende Manesse war seit 1264 als Bürger, seit 1268 als Ritter Mitglied des Sommerrats und stand von 1278 bis 1302 dem Herbstrat vor. Er zählte zu den einflussreichsten Ratsmitgliedern Zürichs, wirkte an zahlreichen Schiedsgerichten mit, übernahm Bürgschaften und war Zeuge bei Rechtsgeschäften, die in der Stadt Zürich getätigt wurden.
Daneben gilt Manesse als bedeutender Förderer des Minnesangs im Zürcher Kreis und machte sich als Sammler von Minneliedern verdient. Zusammen mit seinem Sohn Johannes vereinigte er alle Liedertexte zu einer umfassenden Sammlung von Liederbüchern.
Damit hängt die Anlage der Heidelberger Liederhandschrift zusammen, auch Manessesche Liederhandschrift genannt, der umfangreichsten Sammlung deutschsprachiger Liedkunst vom Hochmittelalter bis zum beginnenden 14. Jahrhundert, die in ihrem Grundstock kurz nach 1300 in Zürich entstand. Welchen Anteil Manesse daran nahm, ist ungeklärt.